# حشره‌خوار نیکوبار
حشره‌خوار نیکوبار (نام علمی: Crocidura nicobarica) نام یک گونه از سرده حشره‌خوارهای دندان‌سفید است.